# Strophingia ericae
Strophingia ericae är en insektsart som först beskrevs av Curtis 1835.  Strophingia ericae ingår i släktet Strophingia och familjen rundbladloppor. Arten är reproducerande i Sverige. Inga underarter finns listade i Catalogue of Life.